# Johnny Dio
Giovanni Ignazio Dioguardi (29 avril 1914 - 12 janvier 1979), connu sous le nom de Johnny Dio, est une figure du crime organisé italo-américain. Il est connu pour être impliqué dans l'attaque à l'acide qui a conduit à l'aveuglement du chroniqueur Victor Riesel, et pour son rôle dans la création de fausses sections syndicales pour aider Jimmy Hoffa à devenir président général des Teamsters.